# WrestleMania X8
WrestleMania X8 var den 18. udgave af pay-per-view-showet WrestleMania produceret af World Wrestling Federation. Det var det sidste WrestleMania-show, der fandt sted under WWF-navnet, da organisationen nogle måneder efter skiftede navn til World Wrestling Entertainment. Showet fandt sted d. 17. marts 2002 fra SkyDome i Toronto, Ontario, Canada, hvor 68.238 tilskuere bl.a. oplevede den historiske kamp mellem The Rock, og Hollywood Hogan. 
Showets main event var en VM-titelkamp mellem Chris Jericho og Triple H. Showet huskes dog nok mest for den historiske Icon vs. Icon Match mellem The Rock og Hollywood Hogan. Det var Hogans første WrestleMania siden WrestleMania IX i 1993, hvor han ellers vandt VM-titlen fra Yokozuna. Det var første og eneste gang, at Hogan wrestlede under ringnavnet Hollywood Hogan (en karakter, som han havde skabt, mens han var i World Championship Wrestling (1994-2000) og var leder af nWo). Efter kampen mod The Rock blev Hogan angrebet af Kevin Nash og Scott Hall fra nWo, og det endte dermed Hogans deltagelse i nWo. Derudover var der også en historisk kamp mellem Ric Flair og The Undertaker på programmet. 

## Resultater
- WWF Intercontinental Championship: Rob Van Dam besejrede William Regal
- WWF European Championship: Diamond Dallas Page besejrede Christian
- WWF Hardcore Championship: Maven skulle forsvare sin titel mod Goldust, men igennem hele aftenen skiftede bæltet med den utrolige 24/7-regel hænder utallige gange
- Kurt Angle besejrede Kane
- The Undertaker besejrede Ric Flair i en No DQ Match
- Edge besejrede Booker T
- Steve Austin besejrede Scott Hall
- WWF World Tag Team Championship: Billy og Chuck besejrede Hardy Boyz, Dudley Boyz og APA
- The Rock besejrede Hollywood Hogan
- WWF Women's Championship: Trish Stratus besejrede Jazz og Lita
- WWF Undisputed Championship: Triple H besejrede Chris Jericho